# Liste der Naturdenkmale in Knopp-Labach
Die Liste der Naturdenkmale in Knopp-Labach nennt die im Gemeindegebiet von Knopp-Labach ausgewiesenen Naturdenkmale (Stand 23. Mai 2024).

## Naturdenkmale
| Nr.         | Bezeichnung                  | Lage                     | Beschreibung            | Bild            |
| ----------- | ---------------------------- | ------------------------ | ----------------------- | --------------- |
| ND-7340-252 | Linden an der Friedhofsmauer | Labach, Kirchstraße Lage | Tilia sp., sieben Bäume | Fotos hochladen |